# Adjuntas del Río
Adjuntas del Río är en ort i Mexiko.   Den ligger i kommunen Dolores Hidalgo och delstaten Guanajuato, i den centrala delen av landet, 260 km nordväst om huvudstaden Mexico City. Adjuntas del Río ligger 1 914 meter över havet och antalet invånare är 1 068.
Terrängen runt Adjuntas del Río är huvudsakligen platt, men åt sydost är den kuperad. Runt Adjuntas del Río är det ganska tätbefolkat, med 96 invånare per kvadratkilometer. Närmaste större samhälle är Dolores Hidalgo, 8,0 km nordväst om Adjuntas del Río. Trakten runt Adjuntas del Río består i huvudsak av gräsmarker.